# Balázs Kiss (lottatore)
Balázs Kiss (Budapest, 27 gennaio 1983) è un lottatore ungherese, specializzato nella lotta greco-romana.
Campione mondiali a Herning 2009 nel torneo dei 96 chilogrammi. Ha rappresentato la Ungheria ai Giochi olimpici estivi di Rio de Janeiro 2016, terminando al nono posto, dopo essere stato sconfitto dallo svedese Fredrik Schön.

## Palmarès
- Mondiali
- Herning 2009: oro nei 96 kg.

Budapest 2013: bronzo nei 96 kg.
Parigi 2017: bronzo nei 98 kg.
- Europei

Sofia 2007: bronzo nei 96 kg.
Novi Sad 2017: bronzo nei 98 kg.
Kaspijsk 2018: bronzo nei 97 kg.